# 薩爾特山脈

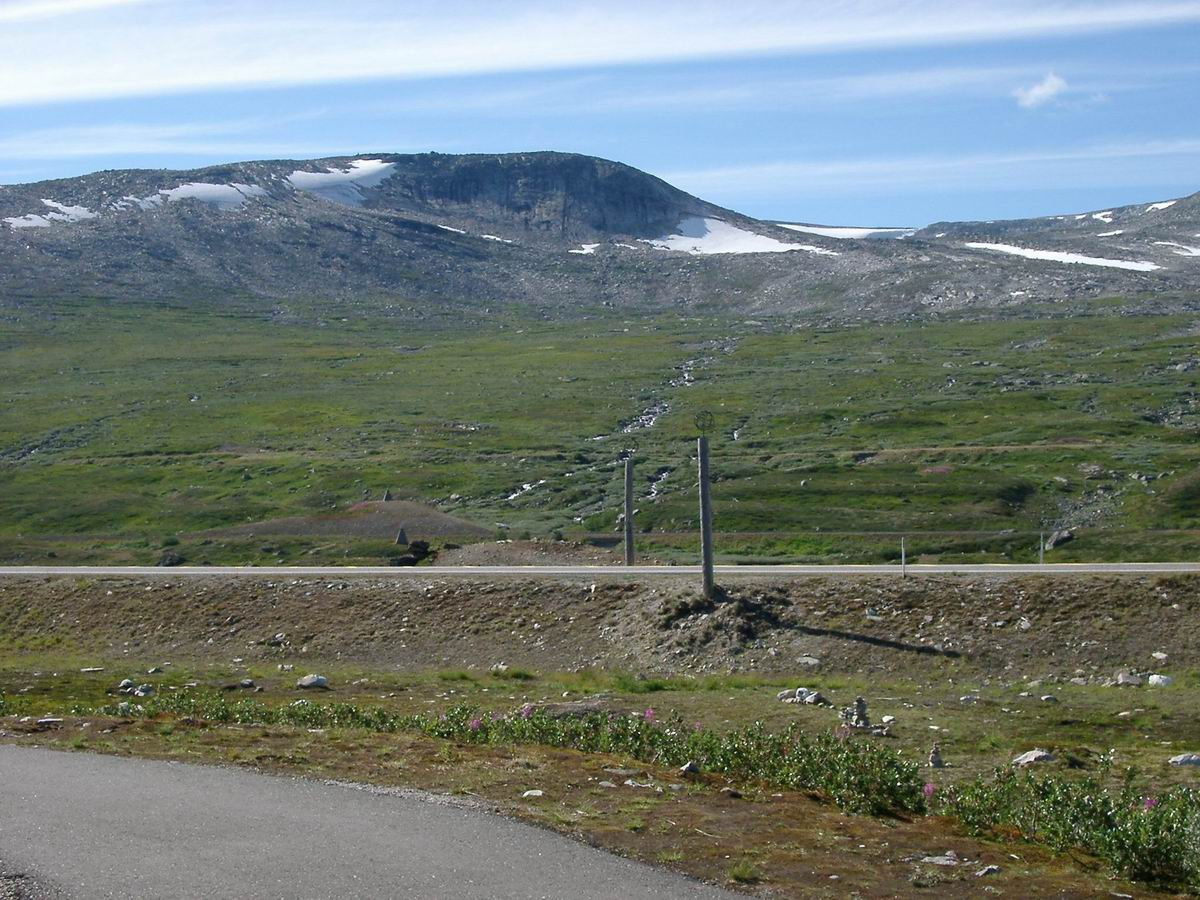

薩爾特山脈（挪威語：Saltfjellet）是挪威的山脈，位於諾爾蘭郡，屬於斯堪的納維亞山脈的一部分，從挪威海沿岸一直延伸至瑞典邊境，最高點海拔高度1,751米。

## 外部連結
- Rana DNT Mountain cabins （页面存档备份，存于）
- Rødøy municipality:About Saltfjellet[] with pictures （挪威文）